# Silent Hill (gry mobilne)
Silent Hill – seria gier wydanych na telefony komórkowe, będących spin-offami dla serii głównej.

## Silent Hill: Mobile
Silent Hill: Mobile (znana również pod tytułem Silent Hill DX) - pierwsza mobilna gra "Silent Hill" wydana w 2006 roku tylko na terenie Japonii. Gra bardzo przypomina wydanego na GameBoy Advance Silent Hill: Play Novel, gdyż większość teł jest tak samo renderowanych, a sama rozgrywka jest również ściśle ograniczona. Cała fabuła opiera się na pierwszej części serii.
Gra dzieli się na trzy rozdziały: Elementary School (Szkoła Podstawowa), Hospital (Szpital) i Nowhere (dosł. Nigdzie). Tak samo jak pierwowzór zawiera 5 zakończeń.
Do napotkanych potworów należą Mumblery, Twinfeeler, Bloodsucker, Puppet Nurses, Doktorzy i Floatstinger.

## Silent Hill: Orphan
Silent Hill: Orphan (w Europie pod tytułem Silent Hill: Mobile) - druga gra komórkowa z serii "Silent Hill" pierwsza wydana poza granicami Japonii w 2007 roku. Doczekała się dwóch sequeli: Mobile 2 i Mobile 3.
Rozgrywka jest podobna do pierwszej gry mobilnej Silent Hill, jednakże została bardziej urozmaicona - całość rozgrywa się z perspektywy FPS, a gracz by przetrwać, musi rozwiązywać przeróżne zagadki i stawiać czoła potworom, które co jakiś czas staną na drodze kontrolowanym bohaterom. Orphan ukazuje niektóre niewyjawione wcześniej wydarzenia miasta z nowej perspektywy.

### Fabuła
Orphan rozgrywa się w opuszczonym sierocińcu zwanym Sheppard's Orphanage mieszczący się w Silent Hill. Pewnej nocy, trzydzieści lat wcześniej, wszystkie dzieci z sierocińca zostały zamordowane, z wyjątkiem trójki: Bena, Moona i Karen. Gra dzieli fabułę na trzy rozdziały, z których gracz przejmuje kontrolę nad każdym z nich, wyjawiając tajemnicę jaka kryje się za minionymi trzydzieści lat temu wydarzeniami.

## Silent Hill: Orphan 2
Silent Hill: Orphan 2 (znana również jako Silent Hill: Mobile 2) - trzecia mobilna gra z serii i sequel Silent Hill: Orphan. Gra zawiera bardziej rozbudowaną rozgrywkę od swojego poprzednika.
Tryb FPS w Orphan 2 jest dużo bardziej rozbudowany, gdyż gracz ma możliwość obrotu bohaterem o 90 stopni w lewą lub w prawą stronę - wcześniej była możliwość poruszania się tylko w przód lub w tył.
Fabuła przedstawia dwóch bohaterów - Lucasa i Vincenta, znajdujących się w szpitalu. Obydwaj spotykają na swojej drodze tajemniczą Karen, która zdaje się czegoś chcieć od mężczyzn.

## Silent Hill: The Escape
Silent Hill: The Escape - gra będąca kolejnym mobilnym FPS-em w serii, jednakże nie kontynuująca jakiegokolwiek wątku z poprzednich gier mobilnych. Jest dostępna do ściągnięcia w Ameryce poprzez iTunes, a platformy na które została wydana to iPhone i iPod touch.

### Rozgrywka
Silent Hill: The Escape jest rozbudowaną strzelanką FPS, gdzie gracz musi przemieszczać się po korytarzach ciemnego pomieszczenia w poszukiwaniu wyjścia i ukończenia poziomu. Gracz porusza bohaterem poprzez wykonanie ruchu palcem na ekranie dotykowym platformy. Jest limit 90 obrotów na jeden poziom. Potwory giną poprzez jeden strzał w ich słaby punkt, a gracz ginie jeśli zostanie dotknięty przez potwora.
Do potworów należą pielęgniarki, duchy i potwory przypominające Piramidogłowego. Gra wymaga 16,4 MB pamięci i zaktualizowanego oprogramowania 2.0.

## Silent Hill: Mobile 3
Silent Hill: Mobile 3 - kolejna mobilna gra z serii, kontynuująca wątek zaczęty w Orphan i Orphan 2. Została wydana w 2010 roku.
Fabuła dzieli się ponownie na dwóch bohaterów: Vincenta i Emily. Po raz trzeci powraca postać Karen.